# Comitè d'Unitat d'Acció i Coordinació Sindical d'Angola
Comitè d'Unitat d'Acció i Coordinació Sindical d'Angola (Comité de Unidade de Acção e Coordenação Sindical de Angola, CUACSA) era una aliança sindical angolesa a l'exili, formada de la unió de la Unió Nacional dels Treballadors d'Angola (UNTA) i la Confederació dels Sindicats Lliures d'Angola (CSLA). El CUACSA va ser fundat el 2 de juny de 1964. L'organització tenia la seva base a Kinshasa. La CUACSA tenia al voltant de 200 membres. Overall, the organization had little activity. En juliol de 1966 CUACSA es va dissoldre perquè el CSLA se'n va retirar.